# Wereldkampioenschap rally in 2020
Het wereldkampioenschap rally in 2020 is de achtenveertigste jaargang van het wereldkampioenschap rally (officieel het FIA World Rally Championship), een kampioenschap in de autosport dat door de Fédération Internationale de l'Automobile (FIA) wordt erkend als de hoogste klasse binnen de internationale rallysport. Teams en rijders nemen deel aan veertien rondes — te beginnen in Monte Carlo op 23 januari en eindigend in Japan op 22 november — van het wereldkampioenschap rally voor rijders en constructeurs.

## Kalender
Voor het jaar 2020 werden er een aantal opmerkelijke wijzigingen doorgevoerd in de kalender. Zo keerden zowel de rally's van Japan en Kenia als de rally van Nieuw-Zeeland terug. De terugkeer van deze drie rondes betekende de aftocht van de rally's van Spanje, Corsica en Australië. Door de wijziging in de kalender bleven er veertien rally's op de kalender, maar van deze veertien waren er nu acht in Europa en zes in de rest van de wereld.
Vanwege de COVID-19-pandemie werden 9 rally's geannuleerd. Om een wereldkampioen aan te duiden waren er minstens 7 rally's nodig oordeelde de FIA. Om dit te verwezenlijken werden gesprekken gestart met organisatoren van verschillende rally's in Europa. De WRC-promotor gaf te kennen dat de wedstrijden bij voorkeur in Europa werden gezocht om de kosten voor de teams te beperken. Uiteindelijk werd de Rally van Estland opgenomen in de aangepaste kalender en bleven de Rally van België en de Rally van Kroatië over als opties om de kalender aan te vullen. Na annulatie van de Rally van Japan, werd de Rally van België alsnog opgenomen in de kalender.
Uiteindelijk werd nog de Rally van Monza opgenomen in de kalender om het seizoen af te sluiten.
| Ronde | Datum        | Datum          | Rally naam                             | Rally hoofdkwartier   | Rally details | Rally details | Rally details        |
| Ronde | Start        | Finish         | Rally naam                             | Rally hoofdkwartier   | Ondergrond    | Proeven       | Afstand              |
| ----- | ------------ | -------------- | -------------------------------------- | --------------------- | ------------- | ------------- | -------------------- |
| 1     | 23 januari   | 26 januari     | 88ème Rallye Automobile de Monte-Carlo | Gap, Hautes-Alpes     | Mix           | 16            | 304,28 km            |
| 2     | 13 februari  | 16 februari    | 68th Rally Sweden                      | Torsby, Värmlands län | Sneeuw        | 19 113        | 301,26 km 171,64 km3 |
| 3     | 12 maart     | 15 maart       | 17º Rally Guanajuato México            | León, Guanajuato      | Onverhard     | 24            | 325,28 km            |
| 4     | 4 september  | 6 september    | 10. Rally Estonia11                    | Otepää, Valgamaa      | Onverhard     | 17            | 233,40 km            |
| 5     | 18 september | 20 september12 | 13th Rally Turkey Marmaris             | Marmaris, Muğla       | Onverhard     | 12            | 223,00 km            |
| 6     | 8 oktober    | 11 oktober10   | 17º Rally Italia Sardegna              | Alghero, Sardinië     | Onverhard     | 16            | 238,84 km            |
| 7     | 3 december   | 6 december     | ACI Rally Monza 202017                 | Monza, Brianza        | Asfalt        | 16            | 241.37 km            |

| 16 april    | 19 april    | 2º Copec Rally Chile              | Concepción, Concepción, Biobío | Onverhard | N/B | N/B       | Politieke Onrust1   |
| 23 april    | 26 april2   | 40º Speedagro Rally Argentina     | Villa Carlos Paz, Córdoba      | Onverhard | 16  | 322,36 km | COVID-19-Pandemie4  |
| 21 mei      | 24 mei      | 54º Vodafone Rally de Portugal    | Matosinhos, Porto              | Onverhard | 22  | 331,10 km | COVID-19-Pandemie5  |
| 16 juli     | 19 juli     | 68º KCB Safari Rally Kenya        | Nairobi, Nairobi County        | Onverhard | 18  | 315,12 km | COVID-19-Pandemie6  |
| 6 augustus  | 9 augustus  | 70th Neste Rally Finland          | Jyväskylä, Keski-Suomi         | Onverhard | 24  | 321,87 km | COVID-19-Pandemie7  |
| 3 september | 6 september | 43th Rally New Zealand            | Auckland, Auckland Region      | Onverhard | N/B | N/B       | COVID-19-Pandemie8  |
| 15 oktober  | 18 oktober  | 38. ADAC Rallye Deutschland       | Nohfelden, Saarland            | Asfalt    | N/B | N/B       | COVID-19-Pandemie15 |
| 29 oktober  | 1 november  | 76th Wales Rally Great Britain    | Deeside, Flintshire            | Onverhard | N/B | N/B       | COVID-19-Pandemie9  |
| 19 november | 22 november | 7º Rally Japan                    | Nagoya, Chūbu                  | Asfalt    | 19  | 307,78 km | COVID-19-Pandemie13 |
| 19 november | 22 november | 56. Renties Ypres Rally Belgium14 | Ieper, West-Vlaanderen         | Asfalt    | 23  | 265,69 km | COVID-19-Pandemie16 |

1 De Rally van Chili werd nog voor aanvang van het seizoen geannuleerd vanwege politieke onrust in het land. 
2 De Rally van Argentinië stond oorspronkelijk een week later (van 30 april tem 3 mei) gepland. Door de annulatie van de Rally van Chili werd deze echter een week vervroegd. 
3 De Rally van Zweden werd voor de start van de rally ingekort omwille van een tekort aan sneeuw.
4 De Rally van Argentinië werd uitgesteld omwille van de wereldwijde uitbraak van het COVID-19 virus. Een nieuwe datum voor de evenementen werd gezocht maar om de kosten voor de teams te drukken werd deze uiteindelijk geannuleerd.
5 De Rally van Portugal werd uitgesteld omwille van de wereldwijde uitbraak van het COVID-19 virus. Een nieuwe datum voor het evenement werd gezocht maar uiteindelijk bleek het onmogelijk om het evenement op een latere datum te houden.
6 De Safari Rally werd geannuleerd omwille van de wereldwijde uitbraak van het COVID-19 virus.
7 De Rally van Finland werd geannuleerd omwille van de wereldwijde uitbraak van het COVID-19 virus.
8 De Rally van Nieuw-Zeeland werd geannuleerd omwille van de wereldwijde uitbraak van het COVID-19 virus toen bleek dat de grenzen van het land niet tijdig zouden opengaan.
9 De Rally van Groot-Brittannië werd geannuleerd omwille van de onzekerheid over het al dan niet plaatsvinden van de rally door de wereldwijde uitbraak van het COVID-19 virus.
10 De Rally van Sardinië werd uitgesteld omwille van de wereldwijde uitbraak van het COVID-19 virus. De rally werd oorspronkelijk van juni naar eind oktober verplaatst om de plek in van de rally van Wales in te nemen maar na de annulatie van de Rally van Duitsland werd deze 3 weken vervroegd.
11 De Rally van Estland werd toegevoegd aan de alternatieve kalender voor het seizoen 2020.
12 De Rally van Turkije werd een week vervroegd om eventueel nog een extra rally toe te laten tussen Turkije en Duitsland. Later bleek dat het niet haalbaar zou zijn om logistiek alles te regelen en dus nog een wedstrijd te organiseren tussen deze 2 rally's.
13 De Rally van Japan werd geannuleerd omwille van de wereldwijde uitbraak van het COVID-19 virus toen bleek dat de reisbeperkingen van kracht zouden blijven tot November.
14 De Rally van België werd toegevoegd aan de alternatieve kalender voor het seizoen 2020.
15 De Rally van Duitsland werd geannuleerd door de wereldwijde uitbraak van het COVID-19 virus. In Duitsland was een verbod op massavenementen van kracht tot eind oktober.
16 De Rally van België werd alsnog geannuleerd vanwege de ongunstig evoluerende gezondheidssituatie betreffende het COVID-19 virus.
17 De Rally van Monza werd toegevoegd aan de alternatieve kalender voor het seizoen 2020.

## Teams en rijders
Een verrassende wending in de samenstelling van het deelnemersveld was het verdwijnen van Citroën Total WRT. De Fransen kondigden op 20 november 2019 hun afscheid van het WRC aan, toen duidelijk werd dat voormalig wereldkampioen Sébastien Ogier na 2019 Citroën zou verlaten.
| World Rally Car-inschrijvingen die in aanmerking komen om punten te scoren voor de constructeur | World Rally Car-inschrijvingen die in aanmerking komen om punten te scoren voor de constructeur | World Rally Car-inschrijvingen die in aanmerking komen om punten te scoren voor de constructeur | World Rally Car-inschrijvingen die in aanmerking komen om punten te scoren voor de constructeur | World Rally Car-inschrijvingen die in aanmerking komen om punten te scoren voor de constructeur | World Rally Car-inschrijvingen die in aanmerking komen om punten te scoren voor de constructeur | World Rally Car-inschrijvingen die in aanmerking komen om punten te scoren voor de constructeur | World Rally Car-inschrijvingen die in aanmerking komen om punten te scoren voor de constructeur |
| Constructeur                                                                                    | Inschrijving                                                                                    | Auto                                                                                            | Band                                                                                            | #                                                                                               | Rijder                                                                                          | Navigator                                                                                       | Rondes                                                                                          |
| ----------------------------------------------------------------------------------------------- | ----------------------------------------------------------------------------------------------- | ----------------------------------------------------------------------------------------------- | ----------------------------------------------------------------------------------------------- | ----------------------------------------------------------------------------------------------- | ----------------------------------------------------------------------------------------------- | ----------------------------------------------------------------------------------------------- | ----------------------------------------------------------------------------------------------- |
| Ford                                                                                            | M-Sport Ford World Rally Team                                                                   | Ford Fiesta WRC                                                                                 | M                                                                                               | 3                                                                                               | Teemu Suninen                                                                                   | Jarmo Lehtinen                                                                                  | 1-7                                                                                             |
| Ford                                                                                            | M-Sport Ford World Rally Team                                                                   | Ford Fiesta WRC                                                                                 | M                                                                                               | 4                                                                                               | Esapekka Lappi                                                                                  | Janne Ferm                                                                                      | 1-7                                                                                             |
| Ford                                                                                            | M-Sport Ford World Rally Team                                                                   | Ford Fiesta WRC                                                                                 | M                                                                                               | 44                                                                                              | Gus Greensmith                                                                                  | Elliot Edmondson                                                                                | 1, 3-7                                                                                          |
| Hyundai                                                                                         | Hyundai Shell Mobis WRT                                                                         | Hyundai i20 Coupé WRC                                                                           | M                                                                                               | 6                                                                                               | Daniel Sordo                                                                                    | Carlos del Barrio                                                                               | 3,6,7                                                                                           |
| Hyundai                                                                                         | Hyundai Shell Mobis WRT                                                                         | Hyundai i20 Coupé WRC                                                                           | M                                                                                               | 8                                                                                               | Ott Tänak                                                                                       | Martin Järveoja                                                                                 | 1-7                                                                                             |
| Hyundai                                                                                         | Hyundai Shell Mobis WRT                                                                         | Hyundai i20 Coupé WRC                                                                           | M                                                                                               | 9                                                                                               | Sébastien Loeb                                                                                  | Daniel Elena                                                                                    | 1,5                                                                                             |
| Hyundai                                                                                         | Hyundai Shell Mobis WRT                                                                         | Hyundai i20 Coupé WRC                                                                           | M                                                                                               | 11                                                                                              | Thierry Neuville                                                                                | Nicolas Gilsoul                                                                                 | 1-7                                                                                             |
| Hyundai                                                                                         | Hyundai Shell Mobis WRT                                                                         | Hyundai i20 Coupé WRC                                                                           | M                                                                                               | 16                                                                                              | Craig Breen                                                                                     | Paul Nagle                                                                                      | 2,4                                                                                             |
| Hyundai                                                                                         | Hyundai 2C Competition                                                                          | Hyundai i20 Coupé WRC                                                                           | M                                                                                               | 7                                                                                               | Pierre-Louis Loubet                                                                             | Vincent Landais                                                                                 | 4-6                                                                                             |
| Hyundai                                                                                         | Hyundai 2C Competition                                                                          | Hyundai i20 Coupé WRC                                                                           | M                                                                                               | 96                                                                                              | Ole Christian Veiby                                                                             | Jonas Andersson                                                                                 | 7                                                                                               |
| Toyota                                                                                          | Toyota Gazoo Racing WRT                                                                         | Toyota Yaris WRC                                                                                | M                                                                                               | 17                                                                                              | Sébastien Ogier                                                                                 | Julien Ingrassia                                                                                | 1-7                                                                                             |
| Toyota                                                                                          | Toyota Gazoo Racing WRT                                                                         | Toyota Yaris WRC                                                                                | M                                                                                               | 33                                                                                              | Elfyn Evans                                                                                     | Scott Martin                                                                                    | 1-7                                                                                             |
| Toyota                                                                                          | Toyota Gazoo Racing WRT                                                                         | Toyota Yaris WRC                                                                                | M                                                                                               | 69                                                                                              | Kalle Rovanperä                                                                                 | Jonne Halttunen                                                                                 | 1-7                                                                                             |
| World Rally Car inschrijvingen die niet in aanmerking komen voor constructeur punten            |                                                                                                 |                                                                                                 |                                                                                                 |                                                                                                 |                                                                                                 |                                                                                                 |                                                                                                 |
| Constructeur                                                                                    | Inschrijving                                                                                    | Auto                                                                                            | Band                                                                                            | #                                                                                               | Rijder                                                                                          | Navigator                                                                                       | Rondes                                                                                          |
| Citroën                                                                                         | Saintéloc Junior Team                                                                           | Citroën C3 WRC                                                                                  | P                                                                                               | 21                                                                                              | Petter Solberg                                                                                  | Andreas Mikkelsen                                                                               | 6                                                                                               |
| Toyota                                                                                          | Toyota Gazoo Racing WRT                                                                         | Toyota Yaris WRC                                                                                | M                                                                                               | 18                                                                                              | Takamoto Katsuta                                                                                | Daniel Barritt                                                                                  | 1-2, 4, 6-7                                                                                     |
| Toyota                                                                                          | Latvala Motorsport OY                                                                           | Toyota Yaris WRC                                                                                | M                                                                                               | 10                                                                                              | Jari-Matti Latvala                                                                              | Juho Hänninen                                                                                   | 2                                                                                               |
| Ford                                                                                            | M-Sport Ford World Rally Team                                                                   | Ford Fiesta WRC                                                                                 | M                                                                                               | N/A                                                                                             | Jocius Deividas                                                                                 | Varža Mindaugas                                                                                 | 2-3                                                                                             |
| Ford                                                                                            | M-Sport Ford World Rally Team                                                                   | Ford Fiesta WRC                                                                                 | M                                                                                               | 40                                                                                              | Jocius Deividas                                                                                 | Varža Mindaugas                                                                                 | 1                                                                                               |
| Ford                                                                                            | OT Racing                                                                                       | Ford Fiesta WRC                                                                                 | P                                                                                               | 64                                                                                              | Gross Georg                                                                                     | Raigo Mōlder                                                                                    | 4                                                                                               |
| Ford                                                                                            | JanPro                                                                                          | Ford Fiesta WRC                                                                                 | M                                                                                               | 65                                                                                              | Kimmo Kurkela                                                                                   | Reeta Hämäläinen                                                                                | 4                                                                                               |
| Ford                                                                                            | MP-Sports                                                                                       | Ford Fiesta RS WRC                                                                              | M                                                                                               | 22                                                                                              | Martin Prokop                                                                                   | Jůrka Zdeněk                                                                                    | 6                                                                                               |

## Resultaten en kampioenschap standen

### Seizoensverloop
| Ronde | Evenement                              | Winnende rijder  | Winnende navigator | Winnende constructeur   | Winnende tijd | WK-leider na rally           | Verslag |
| ----- | -------------------------------------- | ---------------- | ------------------ | ----------------------- | ------------- | ---------------------------- | ------- |
| 1     | 88ème Rallye Automobile de Monte-Carlo | Thierry Neuville | Nicolas Gilsoul    | Hyundai Motorsport      | 3:10:57,6     | Thierry Neuville             | Verslag |
| 2     | 68th Rally Sweden                      | Elfyn Evans      | Scott Martin       | Toyota Gazoo Racing WRT | 1:11:43,1     | Thierry Neuville Elfyn Evans | Verslag |
| 3     | 34º Rally Guanajuato México            | Sébastien Ogier  | Julien Ingrassia   | Toyota Gazoo Racing WRT | 2:47:47,6     | Sébastien Ogier              | Verslag |
| 4     | 10. Rally Estonia                      | Ott Tänak        | Martin Järveoja    | Hyundai Motorsport      | 1:59:53,6     | Sébastien Ogier              | Verslag |
| 5     | 13th Rally Turkey Marmaris             | Elfyn Evans      | Scott Martin       | Toyota Gazoo Racing WRT | 2:43:02,7     | Elfyn Evans                  | Verslag |
| 6     | 17º Rally d'Italia Sardegna            | Dani Sordo       | Carlos del Barrio  | Hyundai Motorsport      | 2:41:37.5     | Elfyn Evans                  | Verslag |
| 7     | ACI Rally Monza 2020                   | Sébastien Ogier  | Julien Ingrassia   | Toyota Gazoo Racing WRT | 2:15:51.0     | Sébastien Ogier              | Verslag |

### Puntensysteem
- Punten worden uitgereikt aan de top tien geklasseerden. In het kampioenschap voor constructeurs, worden punten alleen uitgereikt aan de twee best geplaatste rijders in het klassement per constructeur en actief in een 2020-specificatie World Rally Car. Er worden ook extra punten vergeven aan de winnaars van de Power Stage, vijf voor de eerste plaats, vier voor de tweede, drie voor derde, twee voor de vierde en een voor de vijfde. Power Stage punten tellen alleen mee in het kampioenschap voor rijders.

| Positie | 1. | 2. | 3. | 4. | 5. | 6. | 7. | 8. | 9. | 10. |
| Punten  | 25 | 18 | 15 | 12 | 10 | 8  | 6  | 4  | 2  | 1   |

### Rijders
| Pos. | Rijder                  | MON | ZWE | MEX | EST | TUR | ITA | MON | Pnt. |
| ---- | ----------------------- | --- | --- | --- | --- | --- | --- | --- | ---- |
| 1    | Sébastien Ogier         | 2   | 43  | 1   | 34  | DNF | 3   | 1   | 122  |
| 2    | Elfyn Evans             | 34  | 1   | 4   | 42  | 12  | 4   | 293 | 114  |
| 3    | Ott Tänak               | DNF | 24  | 2   | 13  | 172 | 61  | 2   | 105  |
| 4    | Thierry Neuville        | 1   | 62  | 16  | DNF | 21  | 2   | DNF | 87   |
| 5    | Kalle Rovanperä         | 5   | 31  | 5   | 51  | 43  | DNF | 5   | 80   |
| 6    | Esapekka Lappi          | 45  | 5   | DNF | 7   | 6   | DNF | 4   | 52   |
| 7    | Teemu Suninen           | 83  | 8   | 3   | 6   | DNF | 5   | DNF | 44   |
| 8    | Dani Sordo              |     |     | DNF |     |     | 15  | 35  | 42   |
| 9    | Craig Breen             |     | 7   |     | 25  |     |     |     | 25   |
| 10   | Sébastien Loeb          | 6   |     |     |     | 35  |     |     | 24   |
| 11   | Gus Greensmith          | 63  |     | 9   | 8   | 5   | 25  | DNF | 16   |
| 12   | Pontus Tidemand         |     | 15  | 6   | 15  | 8   | 10  | 10  | 14   |
| 13   | Takamoto Katsuta        | 7   | 9   |     | DNF |     | DNF | 201 | 13   |
| 14   | Jari Huttunen           |     | 10  |     | 11  |     | 8   | 8   | 9    |
| 15   | Oliver Solberg          | 25  | 17  | DNF | 9   |     | 18  | 7   | 8    |
| 15   | Andreas Mikkelsen       |     |     |     |     |     |     | 6   | 8    |
| 15   | Kajetan Kajetanowicz    |     |     | 14  | DNF | 7   | 9   | 14  | 8    |
| 18   | Nikolay Gryazin         | 16  | 21  | 7   | 19  |     | DNF |     | 6    |
| 18   | Pierre-Louis Loubet     |     |     |     | DNF | DNF | 7   |     | 6    |
| 20   | Marco Bulacia Wilkinson |     |     | 8   | 14  | 10  | 11  | 16  | 5    |
| 21   | Mads Østberg            | 10  | 12  |     | 10  |     | 14  | 9   | 4    |
| 22   | Eric Camilli            | 9   |     |     |     |     | DNF |     | 2    |
| 22   | Adrien Fourmaux         | 15  | 18  |     | 13  | 9   | DNF | 49  | 2    |
| 24   | Ole Christian Veiby     | DNF | 13  | 10  | DNF |     | 12  | DNF | 1    |

| Kleur  | Resultaat                             |
| ------ | ------------------------------------- |
| Goud   | Winnaar                               |
| Zilver | 2e plaats                             |
| Brons  | 3e plaats                             |
| Groen  | Gefinisht, in punten                  |
| Blauw  | Gefinisht, geen punten                |
| Blauw  | Niet geklasseerd (NC: Not classified) |
| Paars  | Niet gefinisht (DNF: Did not finish)  |
| Zwart  | Gediskwalificeerd (DSQ: Disqualified) |
| Wit    | Uitgesloten (EX: Excluded)            |
| Wit    | Trok zich terug (WD: Withdrew)        |
| Wit    | Niet gestart (DNS: Did not start)     |
| Blank  | Geannuleerd (C: Cancelled)            |
| Blank  | Uitgesteld (PP: Postponed)            |

### Constructeurs
| Pos. | Constructeur            | #  | MON | ZWE | MEX | EST | TUR | ITA | MON | Pnt. |
| ---- | ----------------------- | -- | --- | --- | --- | --- | --- | --- | --- | ---- |
| 1    | Hyundai Shell Mobis WRT | 6  |     |     | DNF |     |     | 1   | 3   | 241  |
| 1    | Hyundai Shell Mobis WRT | 8  | DNF | 2   | 2   | 1   | NC  | NC  | 2   | 241  |
| 1    | Hyundai Shell Mobis WRT | 9  | 5   |     |     |     | 3   |     |     | 241  |
| 1    | Hyundai Shell Mobis WRT | 11 | 1   | 5   | 6   | DNF | 2   | 2   | DNF | 241  |
| 1    | Hyundai Shell Mobis WRT | 16 |     | NC  |     | 2   |     |     |     | 241  |
| 2    | Toyota Gazoo Racing WRT | 17 | 2   | NC  | 1   | 3   | DNF | 3   | 1   | 236  |
| 2    | Toyota Gazoo Racing WRT | 33 | 3   | 1   | 4   | 4   | 1   | 4   | NC  | 236  |
| 2    | Toyota Gazoo Racing WRT | 69 | NC  | 3   | NC  | NC  | 4   | DNF | 5   | 236  |
| 3    | M-Sport Ford WRT        | 3  | 6   | 4   | 3   | 5   | DNF | 5   | DNF | 129  |
| 3    | M-Sport Ford WRT        | 4  | 4   | 6   | DNF | 6   | 5   | DNF | 4   | 129  |
| 3    | M-Sport Ford WRT        | 44 | NC  |     | 5   | NC  | 4   | 7   | DNF | 129  |
| 4    | Hyundai 2C Competition  | 7  |     |     |     | DNF | DNF | 6   |     | 8    |
| 4    | Hyundai 2C Competition  | 96 |     |     |     |     |     |     | DNF | 8    |

| Kleur  | Resultaat                             |
| ------ | ------------------------------------- |
| Goud   | Winnaar                               |
| Zilver | 2e plaats                             |
| Brons  | 3e plaats                             |
| Groen  | Gefinisht, in punten                  |
| Blauw  | Gefinisht, geen punten                |
| Blauw  | Niet geklasseerd (NC: Not classified) |
| Paars  | Niet gefinisht (DNF: Did not finish)  |
| Zwart  | Gediskwalificeerd (DSQ: Disqualified) |
| Wit    | Uitgesloten (EX: Excluded)            |
| Wit    | Trok zich terug (WD: Withdrew)        |
| Wit    | Niet gestart (DNS: Did not start)     |
| Blank  | Geannuleerd (C: Cancelled)            |
| Blank  | Uitgesteld (PP: Postponed)            |

Noot: Alleen de twee best geklasseerde rijders van een team scoren punten voor de constructeur.